# Dolichocolon africanum
Dolichocolon africanum là một loài ruồi trong họ Tachinidae.